# Льюїсвілл (Вашингтон)
Льюїсвілл (англ. Lewisville) — переписна місцевість (CDP) в США, в окрузі Кларк штату Вашингтон. Населення — 1860 осіб (2020).

## Географія
Льюїсвілл розташований за координатами 45°48′59″ пн. ш. 122°30′30″ зх. д. / 45.81639° пн. ш. 122.50833° зх. д. (45.816404, -122.508398).  За даними Бюро перепису населення США в 2010 році переписна місцевість мала площу 14,63 км², з яких 14,52 км² — суходіл та 0,10 км² — водойми.

## Демографія
Згідно з переписом 2010 року, у переписній місцевості мешкали 1722 особи в 599 домогосподарствах у складі 488 родин. Густота населення становила 118 осіб/км².  Було 623 помешкання (43/км²).
Расовий склад населення:
| - 95,2 % — білих - 0,6 % — корінних американців - 0,3 % — азіатів - 0,1 % — чорних або афроамериканців - 1,3 % — осіб інших рас |

До двох чи більше рас належало 2,5 %. Частка іспаномовних становила 2,7 % від усіх жителів.
За віковим діапазоном населення розподілялося таким чином: 26,7 % — особи молодші 18 років, 58,8 % — особи у віці 18—64 років, 14,5 % — особи у віці 65 років та старші. Медіана віку мешканця становила 45,3 року. На 100 осіб жіночої статі у переписній місцевості припадало 105,2 чоловіків;  на 100 жінок у віці від 18 років та старших — 101,0 чоловіків також старших 18 років.
Середній дохід на одне домашнє господарство  становив 93 957 доларів США (медіана — 78 214), а середній дохід на одну сім'ю — 91 522 долари (медіана — 80 921). За межею бідності перебувало 5,6 % осіб, у тому числі 3,2 % дітей у віці до 18 років та 19,6 % осіб у віці 65 років та старших.
Цивільне працевлаштоване населення становило 656 осіб. Основні галузі зайнятості: будівництво — 15,7 %, освіта, охорона здоров'я та соціальна допомога — 15,1 %, науковці, спеціалісти, менеджери — 12,5 %.